# Паскагульский инцидент
Паскагульский инцидент — якобы имевшее место в 1973 году похищение инопланетянами двух граждан США, Чарльза Хиксона (Charles Hickson; 1931—2011) и Кэлвина Паркера (Calvin Parker; 1954—2023), во время рыбалки около города Паскагула, штат Миссисипи. Дело получило широкую огласку в американских СМИ и считается одним из наиболее известных событий такого рода.

## Описание предполагаемого события
Вечером 11 октября 1973 года работники местной верфи, 42-летний Чарльз Хиксон и 19-летний Кэлвин Паркер, рыбачили на пирсе на западном берегу реки Паскагула. Внезапно они, по их рассказам, услышали похожий на жужжание звук, после чего увидели мерцающие огни и воздушное судно овальной формы, имевшее около 30—40 футов (9—12 м) в поперечнике и 8—10 футов (2,4—3 м) в высоту, которое зависло над землёй на высоте около 2 футов (60 см).
Затем в нижней части судна якобы открылась дверь, за которой были видны три существа, и двух людей каким-то образом затащило в судно, после чего они, по их словам, онемели и оказались обездвижены, а Паркер утверждал, что потерял сознание. По словам Хиксона, существа были небольшого роста и человекоподобной формы, но не имели глаз или ртов, а только напоминавшие морковь наросты на тех местах, где у людей находятся уши и нос; их руки якобы были клешнеподобны, а ноги — сросшимися или даже являвшимися одной слоноподобной. Хиксон утверждал, что внутри судна над ними летал некий круглый объект, занимавшийся чем-то вроде сканирования их тел; Паркер же говорил, что ничего не помнит. По словам Хиксона, они находились на корабле около 20 минут, после чего их «вынесло» с корабля посредством левитации.
Паркер в своём интервью спустя двадцать лет значительно дополнил рассказанные ранее факты: теперь он утверждал, что на самом деле находился в сознании во время похищения, что видел на корабле более мелкое существо, чем все остальные, которое якобы вводило некую иглу в основание его пениса и общалось с ним телепатически; более того, он заявил, что спустя девятнадцать лет после похищения (то есть за год до интервью) он снова встретился с теми же инопланетянами, на этот раз добровольно взойдя на их корабль, где те якобы говорили с ним по-английски и сообщили, что всё, что изложено в Библии, истина, а они сами (инопланетяне) хотели бы жить на Земле вместе с людьми, но не могут из-за склонности человечества к войнам.

## Внимание СМИ
Хиксон и Паркер рассказали о факте якобы имевшего место похищения шерифу округа Джэксон, который записал материалы их допроса с помощью спрятанного магнитофона, благодаря чему они затем и стали известны уфологам и прессе. Полиция скептически отнеслась к их сообщению, после чего Хиксон и Паркер стали требовать, чтобы их проверили на детекторе лжи; в итоге был проверен только Хиксон, но проводивший проверку оператор указал, что тот верит в то, что говорит.
12 октября, спустя сутки после предполагаемого похищения, Хиксон и Паркер сообщили о нём своему начальнику, а также врачам местной больницы, прося проверить их на предмет облучения радиацией. В скором времени оба мужчины оказались в центре внимания местной, а затем и национальной прессы, их также допрашивали служащие ВВС. В 1983 году Чарльз Хиксон издал книгу об своём похищении — «UFO Contact at Pascagoula». Он умер 9 сентября 2011 года, так и не отступившись, несмотря на многочисленную критику и насмешки, от своей истории.

## Критика
В 2001 году отставной старшина ВМС Майк Катальдо (Mike Cataldo) сообщил, что 11 октября 1973 года якобы видел необычный летающий объект в том же районе. Однако правдивость самой истории подвергалась и подвергается большим сомнениям со стороны скептиков. Так, известный журналист и скептик Филип Класс, занимавшийся данным делом, выразил большие сомнения в квалификации молодого оператора полиграфа, проводившего тест с Хиксоном, а также обратил внимание на несоответствия в описаниях Хиксона и Паркера; несоответствия упомянуты и в других работах, посвящённых инциденту.
Журналистское расследование, проведённое Джо Эстерхазом из Rolling Stone, также усилило скептическое отношение к делу: в ходе работы журналистом было установлено, что предполагаемое место посадки НЛО находилось в поле зрения нескольких операторов верфи и камер наблюдения, однако среди них не обнаружилось никаких фактов подтверждения этого события.
В 2012 году известный скептик Джо Никель написал статью, в которой привёл целый ряд аргументов, позволяющих расценить Паскагульский инцидент как мистификацию.